# Tchatkalophantes
Tchatkalophantes is een geslacht van spinnen uit de familie hangmatspinnen (Linyphiidae).

## Soorten
De volgende soorten zijn bij het geslacht ingedeeld:
- Tchatkalophantes baltistan Tanasevitch, 2011
- Tchatkalophantes bonneti (Schenkel, 1963)
- Tchatkalophantes huangyuanensis (Zhu & Li, 1983)
- Tchatkalophantes hyperauritus (Loksa, 1965)
- Tchatkalophantes karatau Tanasevitch, 2001
- Tchatkalophantes kungei Tanasevitch, 2001
- Tchatkalophantes mongolicus Tanasevitch, 2001
- Tchatkalophantes rupeus (Tanasevitch, 1986)
- Tchatkalophantes tarabaevi Tanasevitch, 2001
- Tchatkalophantes tchatkalensis (Tanasevitch, 1983)